# 上海ルージュ
『上海ルージュ』（シャンハイ・ルージュ、原題：揺啊揺, 揺到外婆橋）は1995年製作の中国・フランス合作映画。張芸謀（チャン・イーモウ）監督、鞏俐（コン・リー）主演。

## 概要
原作は李暁（リー・シャオ）の小説の『門規』。『秋菊の物語』『活きる』と、リアリズム的な作風に転換したかに見えた張芸謀（チャン・イーモウ）監督だが、この作品は『紅夢』以前の強烈な色彩感覚を持った映像作品に戻っている。ただし張芸謀自身はこの作品を気に入っておらず、失敗作と位置づけているようだ。
この作品を最後に張芸謀と鞏俐（コン・リー）は一時コンビを解消した。2人のプライベートな関係が終わりを告げたためと言われる。

## あらすじ
1930年、少年・水生（シュイション）は、叔父のリウを頼って大都会・上海へとやってきた。リウはアヘンと売春組織を取り仕切るギャングで町の顔役・唐（タン）旦那の元で働いていた。水生は唐の愛人で上海一の歌姫である金宝（チンパオ）の召使として働くことになる。だが金宝は唐の右腕で第一の部下である宋（ソン）とも密かに関係を持っていた。水生は一見華やかな生活を送る金宝の、決して満たされぬ寂しい心の内を知ることになる。やがてギャング同士の抗争が激化し、金宝や水生は唐と共に遠く離れた小島にある秘密の隠れ家に向かうことになる……。

## キャスト
- 小金宝（シャオ・チンパオ）：鞏俐（コン・リー）
- 老爺／唐旦那（タン）：李保田（リー・パオティエン）
- 六叔（リウ叔父）：李雪健（リー・シュエチェン）
- 宋二爺（ソン兄貴）：孫淳（スン・チュン）
- 水生（シュイション）：王嘯暁（ワン・シャオシャオ）
- 鄭三兄（鄭兄貴）：傅彪（フー・ピャオ）
- 師爺（執事）：陳述（チェン・シュウ）
- 余旦那（ユー）：劉江（リュウ・チャン）
- 翠花（ツイホア）：蔣宝英（チャン・パオイン）
- 阿嬌（アチャオ）：楊倩倩（ヤン・チェンチェン）

## スタッフ
- 監督：張芸謀（チャン・イーモウ）
- 脚本：畢飛宇（ピー・フェイウー）
- 原作：李暁（リー・シャオ）『門規』
- 撮影：呂楽（リュイ・ユエ）
- 美術：曹久平（ツァオ・チウピン）
- 編集：杜媛（トー・ユアン）
- 作曲：張廣天（チェン・グアンティエン）
- 音響：陶経（タオ・チン）
- 製作：ジャン＝ルイ・ピエル、イヴ・マーミオン
- 製作総指揮：王薇（ワン・ウェイ）、朱永徳（チュー・ユンドゥ）